# Oron
Oron je obec v západní (frankofonní) části Švýcarska, v kantonu Vaud, v okrese Lavaux-Oron. Žije zde přibližně 5 500 obyvatel.
Obec vznikla k 1. lednu 2012 sloučením doposud samostatných obcí Bussigny-sur-Oron, Châtillens, Chesalles-sur-Oron, Ecoteaux, Oron-la-Ville, Oron-le-Châtel, Palézieux, Les Tavernes, Les Thioleyres a Vuibroye. Obecní správa sídlí v Oron-la-Ville.
Od 1. ledna 2022 je součástí Oronu také bývalá samostatná obec Essertes.

## Geografie

Letecký pohled (1958)

Oron leží v nadmořské výšce kolem 600 metrů, vzdušnou čarou asi 15 km severovýchodně od hlavního města kantonu, Lausanne. Obec s výrazně rozptýlenou zástavbou se rozkládá na mírně jihovýchodně se svažujícím svahu na náhorní plošině jihovýchodně od oblasti Jorat, vysoko nad hladinou Ženevského jezera.

## Doprava
Na území obce se nacházejí čtyři železniční stanice: Châtillens a Palézieux-Village na trati Palézieux–Kerzers, Oron na trati Lausanne–Bern a Palézieux, které se nachází na křižovatce obou tratí a zároveň je severní konečnou stanicí trati Châtel-St-Denis – Palézieux. Obec má tak přímé vlakové spojení s Lausanne, Bernem, Ženevou a Lucernem.